# Бейх, Оле
Оле Бейх (дат. Ole Beich; 1 января 1955 года, Эсбьерг, Дания — 16 октября 1991 года, Копенгаген, Дания) — датско-американский музыкант, наиболее известный как оригинальный бас-гитарист хард-рок-групп L.A. Guns и Guns N’ Roses.

## Ранние годы
Оле родился 1 января 1955 года Эсбьерге, Дания в семье Акселя Бейха.
В начале карьеры добился некоторой известности среди местных музыкантов благодаря своему рок-н-ролльному стилю: белому Fender Telecaster и длинным светлым волосам.
Он играл в местных группах Bad Mama, с которой оказал большое влияние на рок-музыкантов Эсбьерга, а также Rock Nalle & The Flames, с которой записал альбом Rock ‘N’alle Roll.
После этого Бейх ненадолго присоединился к Mercyful Fate в качестве бас-гитариста, прежде чем решил переехать в Лос-Анджелес.

## Карьера

### L.A.Guns
L.A. Guns были впервые сформированы в 1983 году. В оригинальный состав, помимо Бейха, также вошли гитарист Трейси Ганс, вокалист Майкл Ягош и барабанщик Роб Гарднер. В 1985 году группа выпустила мини-альбом Collector's Edition No. 1.

### Guns N’ Roses
В начале марта 1985 года L.A.Guns объединились с Hollywood Rose, чтобы основать Guns N’ Roses. В состав входили вокалист Эксл Роуз и Иззи Стрэдлин из Rose, а также Ганс, Бейх и Гарднер.
26 марта группа отыграла первый концерт в Trubadour. Через день Бейх был уволен из группы.
Прежде чем вернуться в Данию, Бейх в 1986—1987 годах играл в местной группе ‘’Forgotten Child.

## Смерть
Через 4 года Бейх был найден мёртвым в озере Санкт-Йоргенс в центре Копенгагена, 16 октября 1991 года. Незадолго до этого, 19 августа, выступили Guns N' Roses.
Семья Бейха считает, что он впал в депрессию после ухода из группы. Героин и содержание алкоголя в его крови содержали 0,148 промилле. Официальная версия — самоубийство.

## Дискография
с Rock Nalle & The Flames
- Rock 'N’alle Roll (1979)

с L.A. Guns
- Collector's Edition No. 1 (1985)